# Tiff Needell
Timothy Richard Needell (Havant, 29 de outubro de 1951) é um ex-automobilista britânico nascido na Inglaterra. Piloto de testes e apresentador do programa de automobilismo inglês Fifth Gear.

## Biografia
Needell participava da Ottershaw Escola seguido de City University, em Londres onde obteve uma licenciatura em Engenharia Civil. Contratado por George Wimpey & Co, seu trabalho era como engenheiro de projeto estrutural.

### Carreira nas Corridas
Needell primeiro correu em uma escola de condução em  Brands Hatch  em 1970. Ele progrediu para a Formula Ford, seu progresso assistido pelo uso de um FF Lotus 69 que havia ganhado em um concurso de revista Autosport. Mais tarde, ele vendeu o seu Lotus e usou o dinheiro para correr um Elden Mk10. No período da Ford Fórmula, culminou na sua aquisição de um Crossle 25F com o qual ganhou o Campeonato FF Mensageiro Kent depois de competir por apenas metade da temporada restante. Este sucesso levou-o uma unidade parcialmente paga na Fórmula Ford Championship 2000, em um chassi Hawke fornecida por McKinstry Racing. Needell foi completamente dominante nesse carro, que lhe forneceu o pódio para a Formula 3. O restante da década de 1970 viu Needell como uma pioneira no britânico de Fórmula 3 e, em seguida, na Aurora British Formula One championship. Em 1979, ele foi incapaz de mudar para o Campeonato Mundial de F1 devido à falta da licença, mas ele estava de volta em 1980, dirigindo dois Grands Prix para Ensign, de qualificação para o Belgian Grand Prix em Zolder. No entanto, ele teve um problema no motor e não terminou a corrida. Em seguida, ele não conseguiu se classificar para o  Monaco Grand Prix.

### Carreira na Televisão
Needell é um apresentador de televisão e jornalista de automobilismo, e co-organizou a série de TV da BBC Top Gear, a partir de 1987. Em 2001, quando a BBC cancelou Top Gear (o show foi trazido de volta em 2002), Needell e todo o elenco desertou e assinou com a Channel 5 para produzir e sediar um novo show de automobilismo chamado Fifth Gear. Ele, no entanto, ainda contribuem para a revista Top Gear. Needell também co-apresentado "MPH" em Earls Court em 2003, 2004 e 2005, com Jeremy Clarkson e Richard Hammond e em 2006 com Clarkson e James May (porque Hammond estava se recuperando de um acidente no local em um carro-foguete que rolou em alta velocidade, deixando-o em coma). Ele também apareceu muito brevemente no Top Gear especial Comic Relief 2005 Estrelas em carros rápidos. Em 2009 ele apareceu na Toy Stories de James May que caracterizam a construção de um Scalextric torno de Brooklands, e também visitou a casa LEGO James. Em 2011, ele apareceu no Top Gear, dirigindo o Ariel Atom V8 em uma corrida contra um BMW S1000RR em torno da pista de testes Top Gear. O segmento foi feito em humor, com maio supostamente dirigindo o Atom V8, apenas para que ele seja realmente Needell.
Ele era uma das várias pessoas suspeitas de retratar o mascarado piloto evasivo O Stig sobre o formato atual do Top Gear. A verdadeira identidade do Stig foi finalmente revelado como sendo Ben Collins no final, necessitando o retorno de Needell para Top Gear depois de uma ausência de nove anos para treinar diretor Slumdog Millionaire de Danny Boyle para o seu colo no carro a preços razoáveis, no mesmo episódio Clarkson referido Needell como o "Stig emergência".
Em 22 de setembro de 2013, Needell co-estrelou em Fox Sports 1 show de Tommy Kendall, Impulsionada - uma corrida sem limites.

## Fórmula 1[1]
| Ano  | Nome Oficial da Equipe | Chassi | Motor                | 1   | 2   | 3   | 4   | 5         | 6        | 7   | 8   | 9   | 10  | 11  | 12  | 13  | 14  | Pontos | Posição |
| ---- | ---------------------- | ------ | -------------------- | --- | --- | --- | --- | --------- | -------- | --- | --- | --- | --- | --- | --- | --- | --- | ------ | ------- |
| 1975 | Unipart Racing Team    | N180   | Ford Cosworth DFV V8 | ARG | BRA | RSA | USW | BEL Ret G | MON NQ G | FRA | GBR | GER | AUT | HOL | ITA | CAN | USA | 0      | NC      |

### Resultados das 24 Horas de Le Mans[2]
| Ano  | Equipe                         | Nº | Co-Pilotos                    | Chassi                               | Pneus | Classe | Voltas | Posição | Posição Na Categoria |
| Ano  | Equipe                         | Nº | Co-Pilotos                    | Motor                                | Pneus | Classe | Voltas | Posição | Posição Na Categoria |
| ---- | ------------------------------ | -- | ----------------------------- | ------------------------------------ | ----- | ------ | ------ | ------- | -------------------- |
| 1981 | Ian Bracey                     | 27 | Tony Trimmer                  | Ibec-Hesketh 308LM                   | D     | S +2.0 | 95     | DNF     | DNF                  |
| 1981 | Ian Bracey                     | 27 | Tony Trimmer                  | Ford Cosworth DFV 3.0L V8            | D     | S +2.0 | 95     | DNF     | DNF                  |
| 1982 | Nimrod Racing Automobiles Ltd. | 31 | Bob Evans Geoff Lees          | Nimrod NRA/C2                        | A     | C      | 55     | DNF     | DNF                  |
| 1982 | Nimrod Racing Automobiles Ltd. | 31 | Bob Evans Geoff Lees          | Aston Martin-Tickford DP1229 5.3L V8 | A     | C      | 55     | DNF     | DNF                  |
| 1983 | EMKA Productions Ltd.          | 41 | Steve O'Rourke Nick Faure     | EMKA C83/1                           | D     | C      | 275    | 17º     | 13º                  |
| 1983 | EMKA Productions Ltd.          | 41 | Steve O'Rourke Nick Faure     | Aston Martin-Tickford 5.3L V8        | D     | C      | 275    | 17º     | 13º                  |
| 1984 | Porsche Kremer Racing          | 17 | David Sutherland Rusty French | Porsche 956                          | D     | C1     | 321    | 9º      | 9º                   |
| 1984 | Porsche Kremer Racing          | 17 | David Sutherland Rusty French | Porsche Type-935 2.6L Turbo Flat-6   | D     | C1     | 321    | 9º      | 9º                   |
| 1985 | EMKA Productions Ltd.          | 66 | Steve O'Rourke Nick Faure     | EMKA C84/1                           | D     | C1     | 338    | 11º     | 11º                  |
| 1985 | EMKA Productions Ltd.          | 66 | Steve O'Rourke Nick Faure     | Aston Martin-Tickford 5.3 L V8       | D     | C1     | 338    | 11º     | 11º                  |
| 1987 | Toyota Team Tom's              | 37 | Masanori Sekiya Kaoru Hoshino | Toyota 87C-L                         | B     | C1     | 39     | DNF     | DNF                  |
| 1987 | Toyota Team Tom's              | 37 | Masanori Sekiya Kaoru Hoshino | Toyota 3S-GTM 2.1L Turbo I4          | B     | C1     | 39     | DNF     | DNF                  |
| 1988 | Toyota Team Tom's              | 37 | Paolo Barilla Hitoshi Ogawa   | Toyota 88C                           | B     | C1     | 283    | 24º     | 15º                  |
| 1988 | Toyota Team Tom's              | 37 | Paolo Barilla Hitoshi Ogawa   | Toyota 3S-GT 2.1L Turbo I4           | B     | C1     | 283    | 24º     | 15º                  |
| 1989 | Richard Lloyd Racing           | 14 | Derek Bell James Weaver       | Porsche 962C GTi                     | G     | C1     | 339    | DNF     | DNF                  |
| 1989 | Richard Lloyd Racing           | 14 | Derek Bell James Weaver       | Porsche Type-935 3.0L Turbo Flat-6   | G     | C1     | 339    | DNF     | DNF                  |
| 1990 | Alpha Racing Team              | 14 | David Sears Anthony Reid      | Porsche 962C                         | Y     | C1     | 352    | 3º      | 3º                   |
| 1990 | Alpha Racing Team              | 14 | David Sears Anthony Reid      | Porsche Type-935 3.0L Turbo Flat-6   | Y     | C1     | 352    | 3º      | 3º                   |
| 1991 | Porsche Kremer Racing          | 14 | Tomas Lopez Gregor Foitek     | Porsche 962CK6                       | Y     | C2     | 18     | DNF     | DNF                  |
| 1991 | Porsche Kremer Racing          | 14 | Tomas Lopez Gregor Foitek     | Porsche Type-935 3.2L Turbo Flat-6   | Y     | C2     | 18     | DNF     | DNF                  |
| 1992 | ADA Engineering                | 53 | Derek Bell Justin Bell        | Porsche 962C GTi                     | G     | C3     | 284    | 12º     | 5º                   |
| 1992 | ADA Engineering                | 53 | Derek Bell Justin Bell        | Porsche Type-935 3.0L Turbo Flat-6   | G     | C3     | 284    | 12º     | 5º                   |
| 1995 | PC Automotive Jaguar           | 57 | Richard Piper James Weaver    | Jaguar XJ220                         | D     | GT1    | 135    | DNF     | DNF                  |
| 1995 | PC Automotive Jaguar           | 57 | Richard Piper James Weaver    | Jaguar JV6 3.5L Turbo V6             | D     | GT1    | 135    | DNF     | DNF                  |
| 1996 | Newcastle United Lister        | 28 | Geoff Lees Anthony Reid       | Lister Storm GTS                     | M     | GT1    | 295    | 19º     | 11º                  |
| 1996 | Newcastle United Lister        | 28 | Geoff Lees Anthony Reid       | Jaguar 7.0L V12                      | M     | GT1    | 295    | 19º     | 11º                  |
| 1997 | Newcastle United Lister        | 43 | Geoff Lees George Fouché      | Lister Storm GTL                     | D     | GT1    | 21     | DNF     | DNF                  |
| 1997 | Newcastle United Lister        | 43 | Geoff Lees George Fouché      | Jaguar 7.0L V12                      | D     | GT1    | 21     | DNF     | DNF                  |